# Australoconops sydneyi
Australoconops sydneyi är en tvåvingeart som först beskrevs av Camras 1961.  Australoconops sydneyi ingår i släktet Australoconops och familjen stekelflugor. Inga underarter finns listade i Catalogue of Life.